# Efeito avalanche
O efeito avalancha acontece quando o diodo é polarizado inversamente, circulando no diodo uma corrente muito pequena denominada "corrente de fuga". A medida que a tensão inversa cresce, cresce também o potencial elétrico existente na região de transição (barreira de potencial). Esse campo pode acelerar suficientemente os elétrons livres, fazendo com que eles adquiram bastante energia, provocando choques capazes de romper ligações covalentes.